# JBPM
jBPM é uma engine de workflow escrita em Java que é capaz de executar os processos descritos em BPEL ou seus próprios processos definidos na linguagem jPDL. É distribuído sob a licença LGPL pela JBoss Community.
Mais do que apenas um framework Java para workflows, jBPM é a solução para BPM, é necessário entender seu conceito para compreender o funcionamento do jBPM.
Em geral, jBPM obtém como entrada um gráfico com descrição dos processos. Um processo é composto de atividades que estão conectadas com transições. Processos representam um fluxo de execução. O diagrama gráfico de um processo é usado como base para a comunicação entre usuários não-técnicos e desenvolvedores. 
Cada execução de uma definição de processo é chamada de instância de processo, e o jBPM é responsável por gerenciar essas instâncias. Algumas atividades são automáticas, como mandar um email ou invocar um EJB. Outras atividades podem apresentar estados de espera, por exemplo, uma tarefa humana ou esperar por um cliente externo invocar um método de serviço. jBPM irá gerenciar e persistir o estado das execuções dos processos enquanto estiverem nessa atividade de espera. 
jBPM é baseado na Máquina Virtual de Processos (PVM) da Fundação JBoss Community para suportar múltiplas linguagens de processo de forma nativa. A JBoss Community atualmente tem focado na expansão das linguagens de processos BPMN 2.0 e jPDL.

## Link externo
- http://www.jbpm.org/